# Maeen Abdulmalik Saeed
Maeen Abdulmalik Saeed (Taiz, 1976) é um político iemenita. Foi primeiro-ministro do Iêmen entre 18 de outubro de 2018 e 5 de fevereiro de 2024. Anteriormente foi Ministro de Obras Públicas no governo Bin Dagher.
Em 18 de outubro de 2018, o Presidente Abdrabbuh Mansur Hadi demitiu Ahmed Obeid bin Daghr, culpando-o pela crise econômica no País, assim, Saeed tomou posse.
Saeed é um arquiteto e tecnocrata, tendo PhD em Filosofia das Teorias de Arquitetura e Design.